# جورجيو كابيسي
جورجيو كابيسي (بالإيطالية: Giorgio Capece)‏ هو لاعب كرة قدم إيطالي في مركز الوسط، ولد في 5 مارس 1992 في فيرمو في إيطاليا. شارك مع منتخب إيطاليا تحت 20 سنة لكرة القدم. أما مع النوادي، فقد لعب مع نادي أسكولي ونادي سبال.

## وصلات خارجية
- جورجيو كابيسي على موقع قاعدة بيانات كرة القدم.إي يو (الإنجليزية)
- جورجيو كابيسي على موقع Soccerway.com (الإنجليزية)